# Joppa fuscata
Joppa fuscata là một loài tò vò trong họ Ichneumonidae.